# Temeke (huyện)
Temeke là một huyện thuộc vùng Dar es Salaam, Tanzania. Thủ phủ của huyện Temeke đóng tại Temeke. Huyện Temeke có diện tích 656 ki lô mét vuông. Đến thời điểm điều tra dân số ngày 25 tháng 8 năm 2002, huyện Temeke có dân số 768451 người.